# Cotuș, Mureș
Cotuș (în maghiară Csejd) este un sat în comuna Sângeorgiu de Mureș din județul Mureș, Transilvania, România.

## Istoric
Pe Harta Iosefină a Transilvaniei din 1769-1773 (Sectio 128), localitatea a apărut sub numele de „Csejd”. 

## Imagini

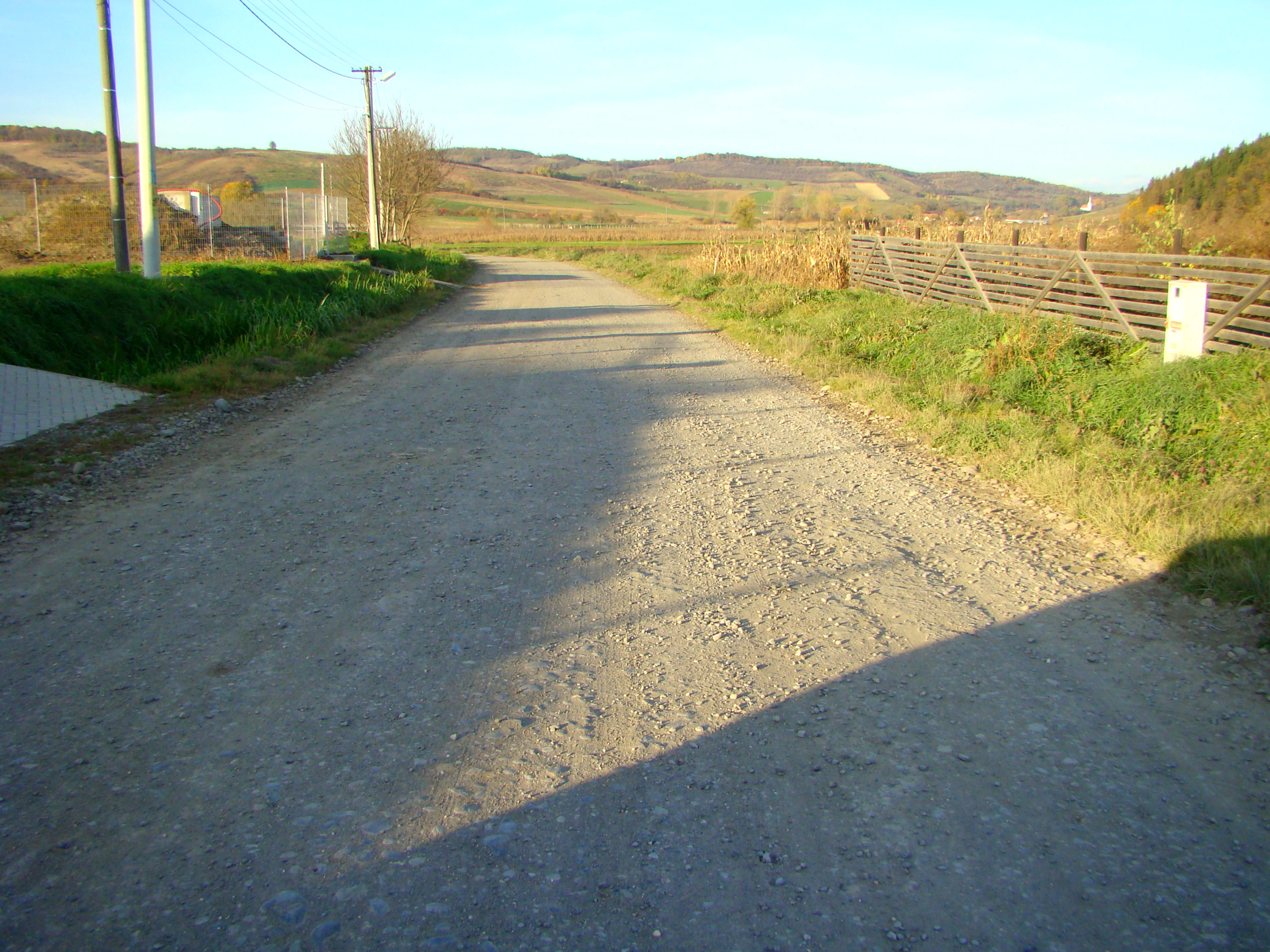
La 8 km de Târgu Mureș accesul e dificil, ulițe și drumuri de acces nemodernizate
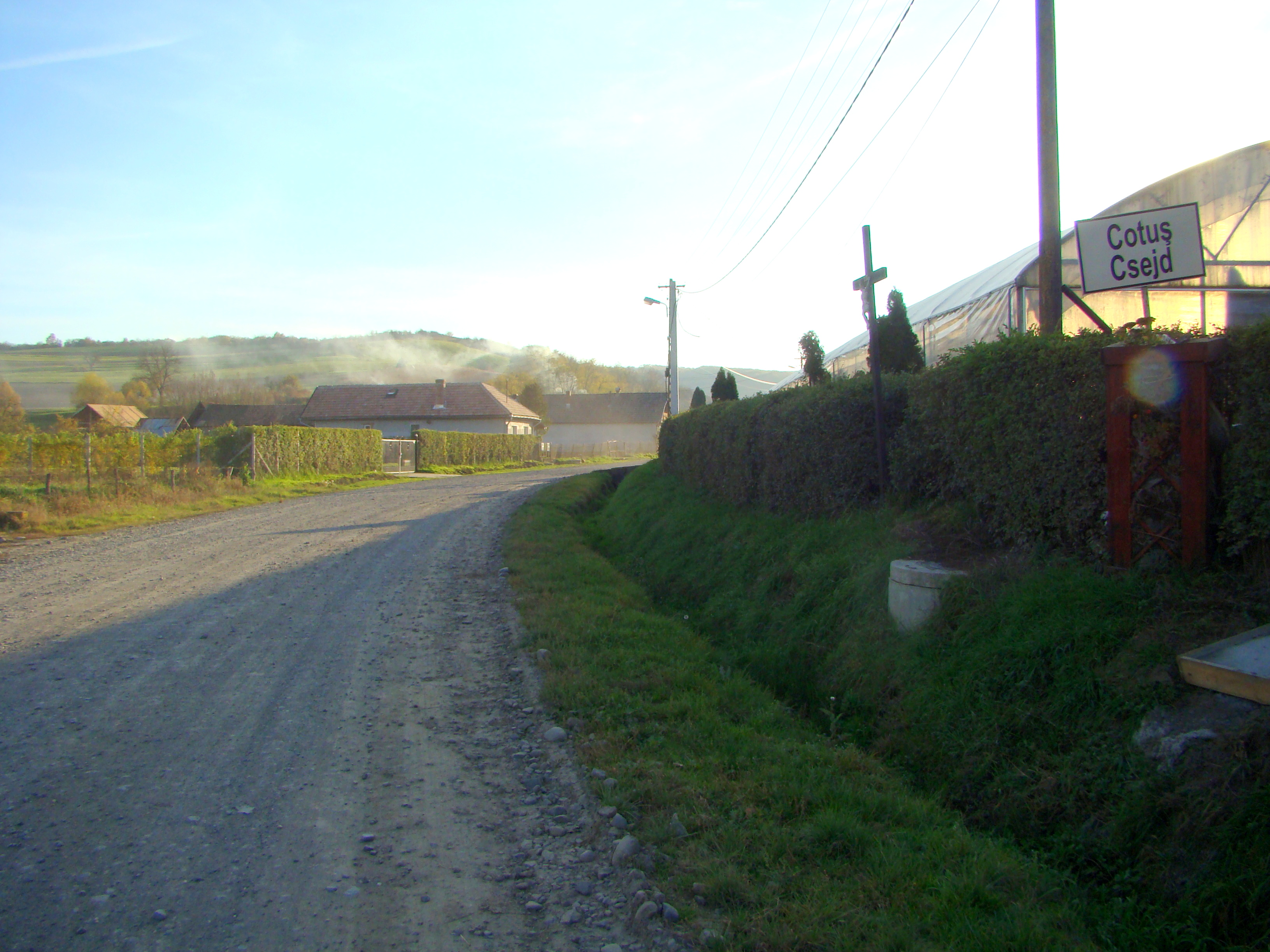
Intrarea în localitate
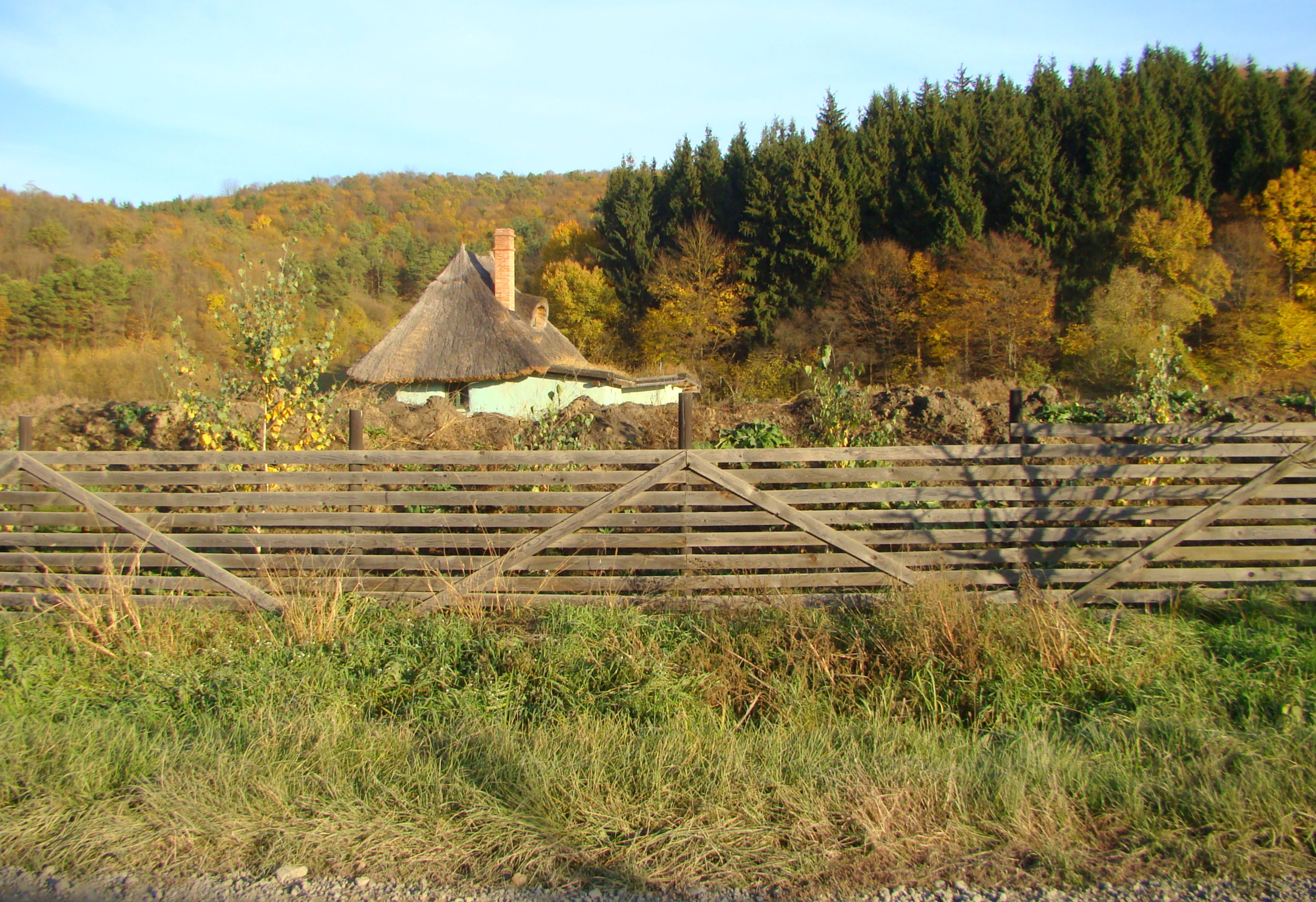
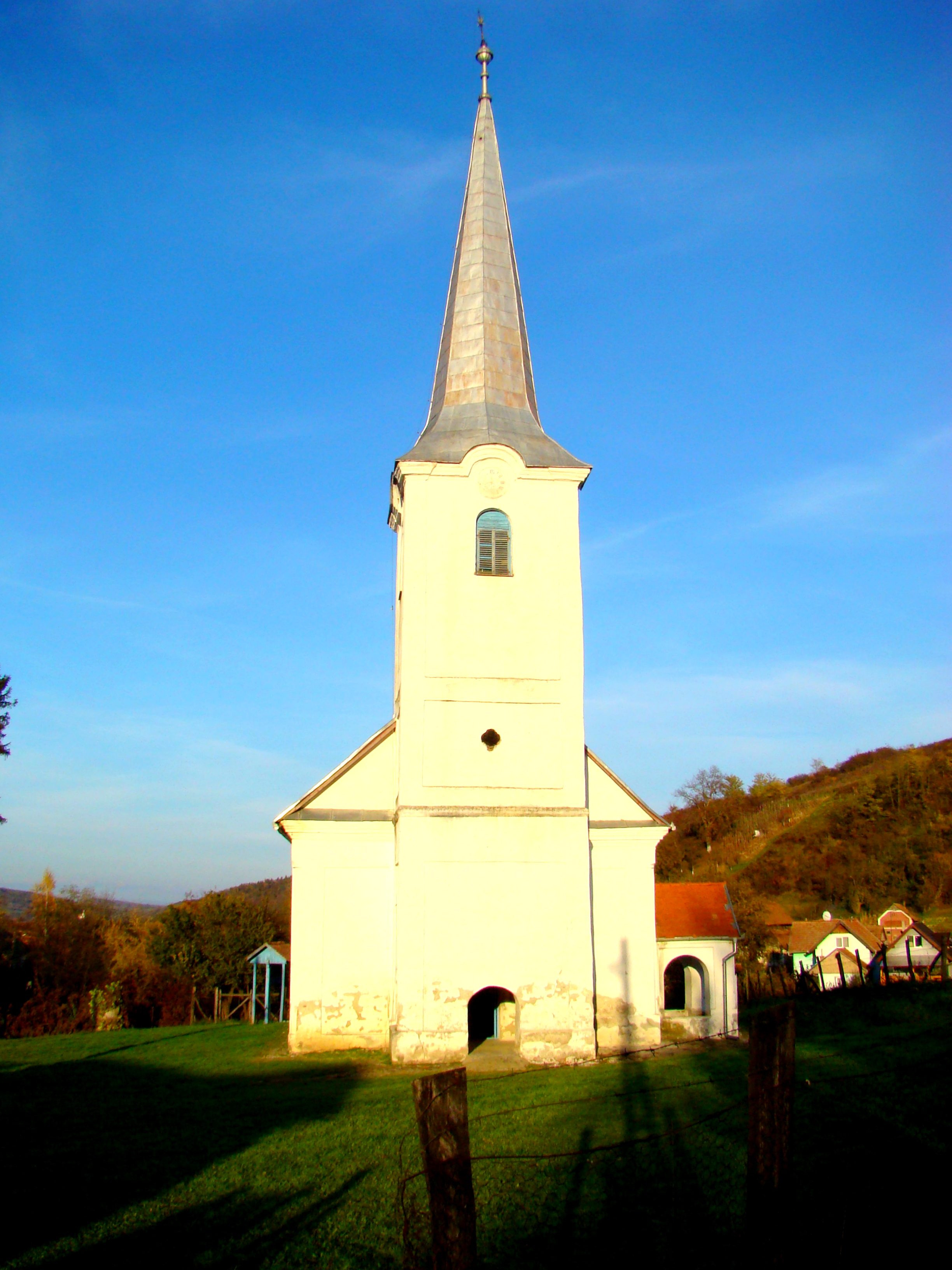
Turnul bisericii reformate
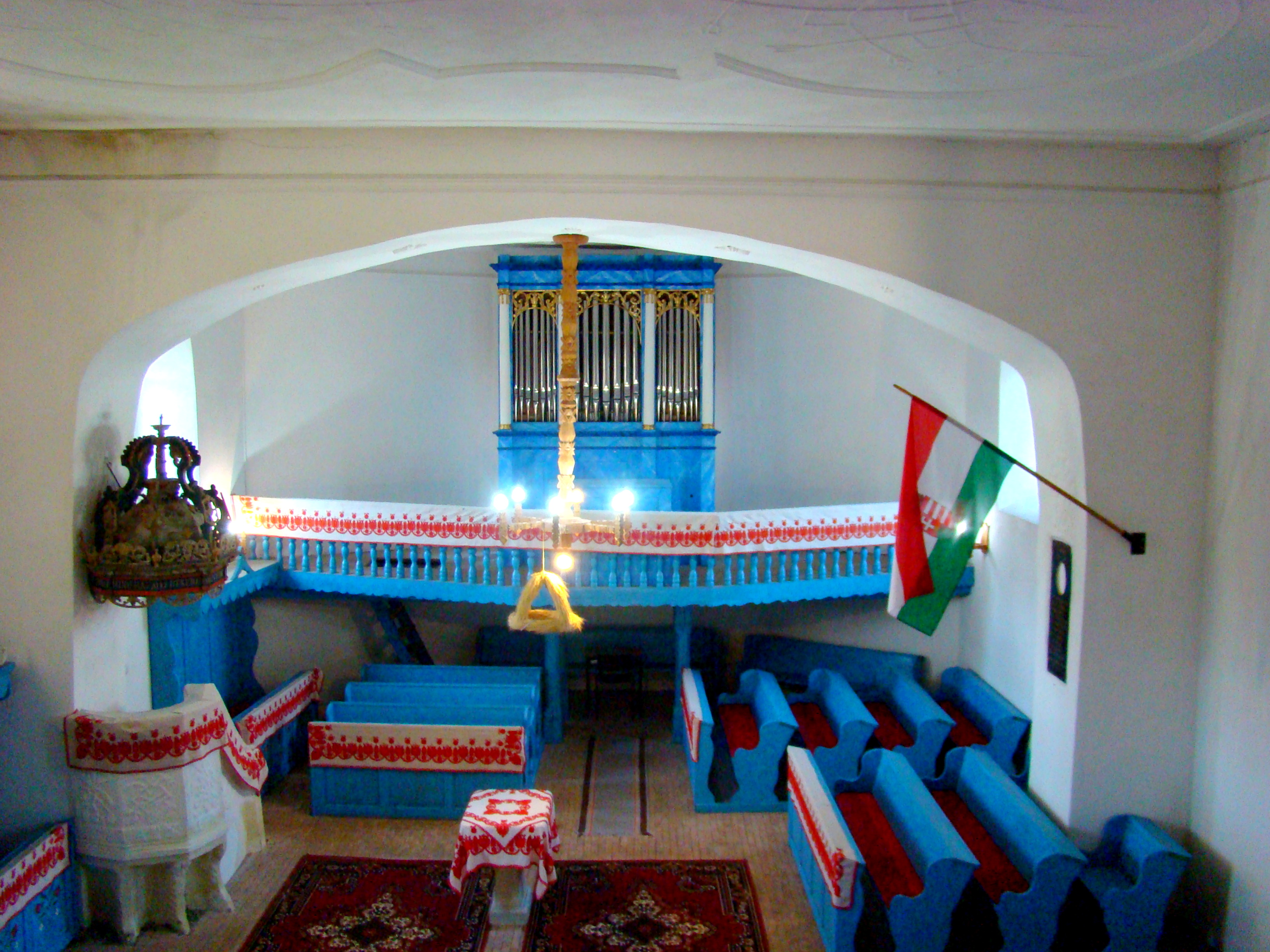
Biserica reformată (monument istoric)
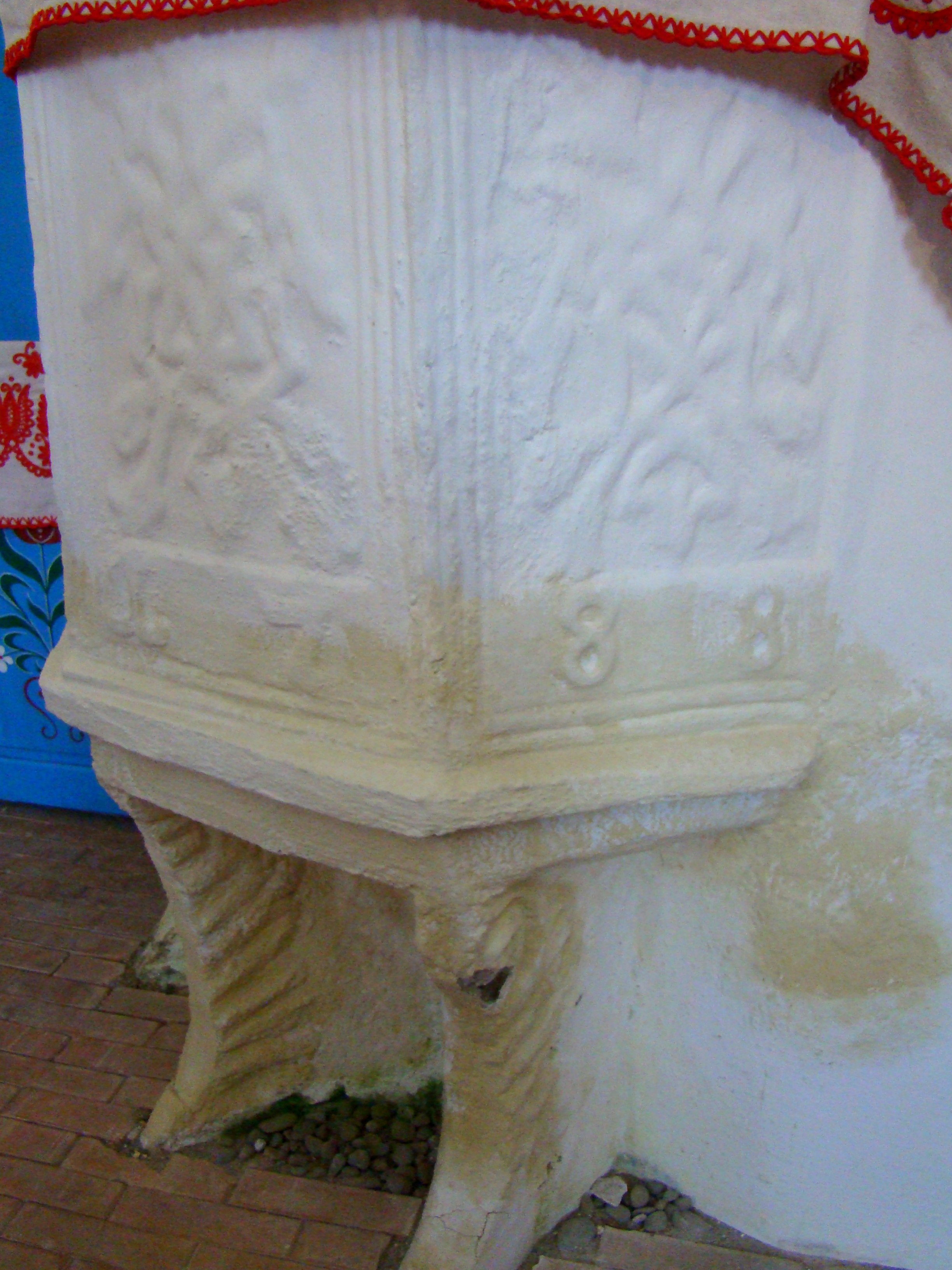
Amvonul